# Ferrovia sopraelevata

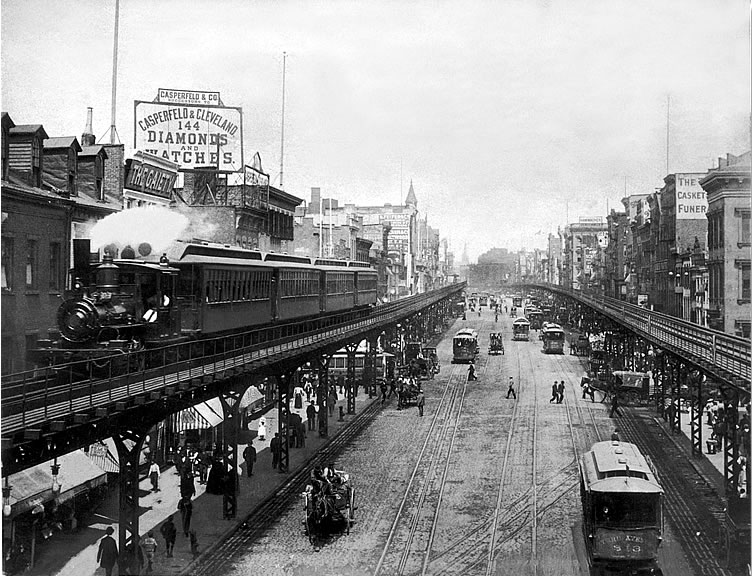
Ferrovia sopraelevata a New York nel 1896

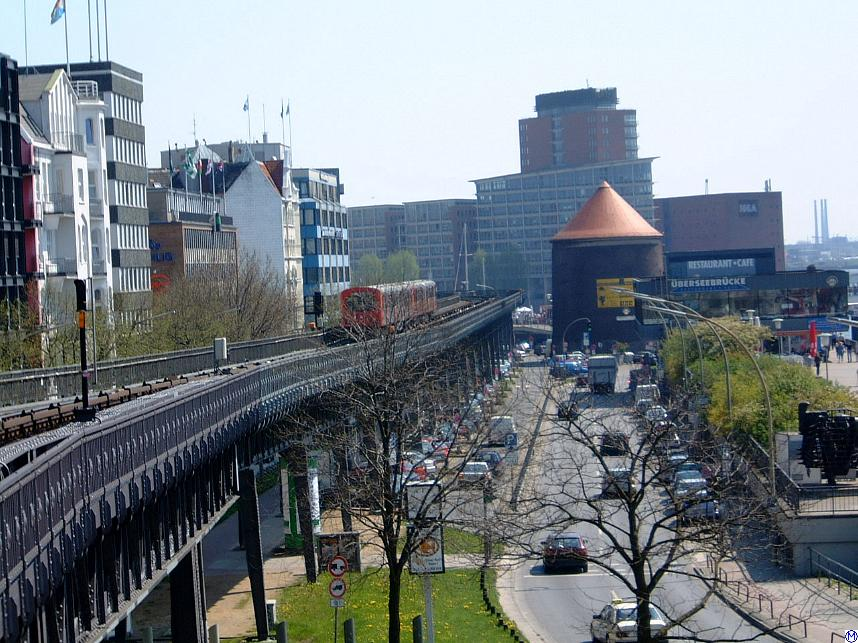
Tratto della ferrovia sopraelevata della metropolitana di Amburgo agli inizi

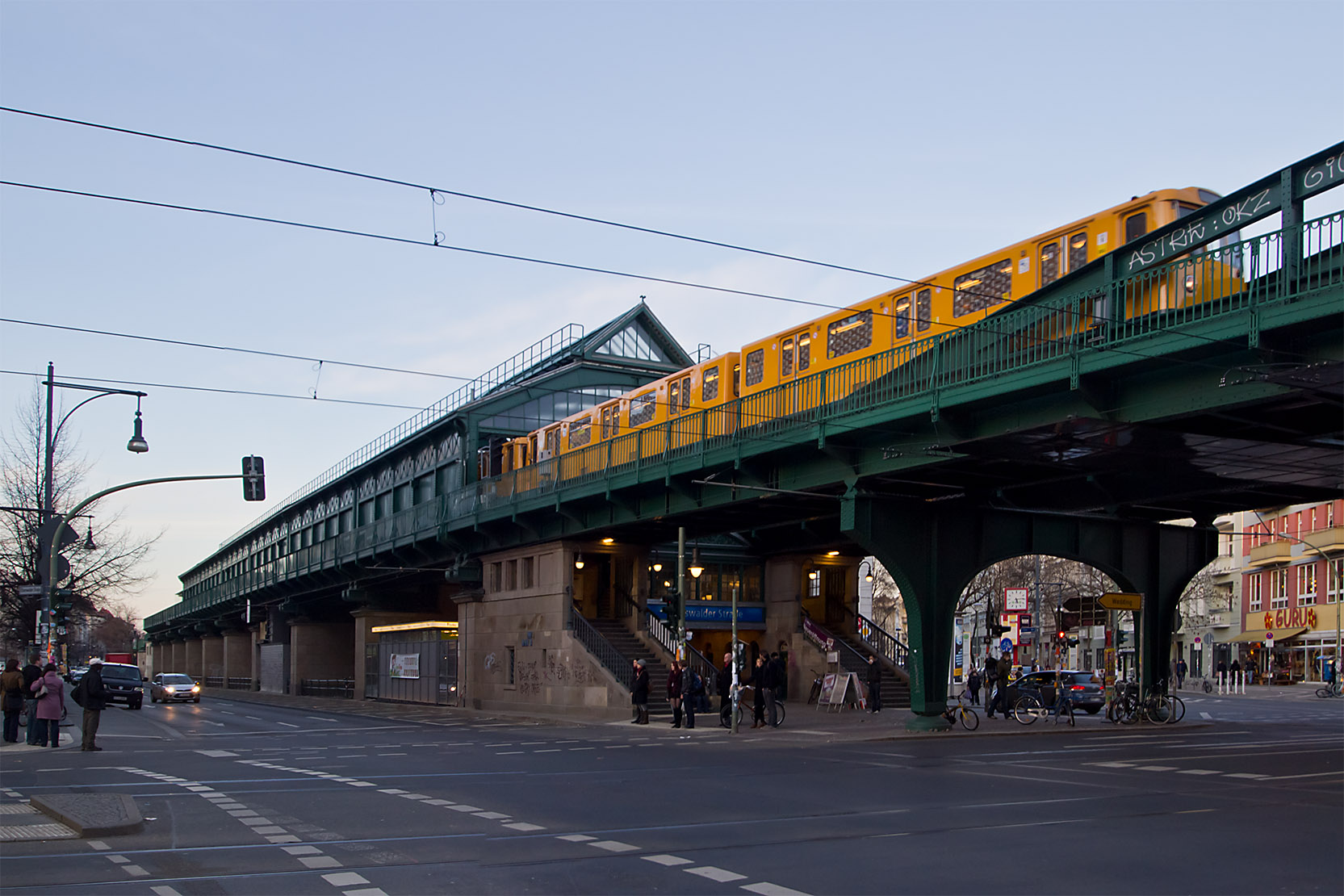
Metropolitana di Berlino

Con ferrovia sopraelevata si designano sistemi metropolitani appoggiati o parzialmente condotti su viadotti.
La prime ferrovie sopraelevate furono costruite nella seconda metà dell'Ottocento a New York e Chicago.
Le ragioni per la più sontuosa progettazione di ferrovie sopraelevate era da ricercarsi soprattutto nella mancanza di appezzamenti di terreno appropriati per una ferrovia a livello del terreno. Inoltre non era ancora realistico costruire tunnel corrispondenti secondo le condizioni tettoniche durante le prime fasi di progettazione.
Ad Amburgo fino al 1947 venne impiegata la denominazione pars pro toto (parte uguale al totale in lingua latina) per l'intero sistema, l'azienda che gestiva la metropolitana di Amburgo si chiama ancora oggi Hamburger Hochbahn AG (Hochbahn è il termine tedesco per ferrovia sopraelevata). Circa due terzi della ferrovia sopraelevata di Amburgo corrono sopra il terreno, di cui circa la metà come "vera" ferrovia sopraelevata.
Anche a Chicago, dove la metropolitana per la maggior parte è su una struttura sopraelevata, è diventato comune il termine elevated o semplicemente El.
La metropolitana di New York è stata inizialmente costruita prevalentemente come ferrovia sopraelevata, nel corso dei decenni tuttavia quasi tutti i viadotti furono sostituiti da tunnel (ecco perché si ha la definizione Subway al posto della El di Chicago), portando così all'abbandono delle linee sopraelevate come la High Line.
I tratti sopraelevati con parecchie stazioni dei primi tempi della metropolitana si trovano anche a Berlino, a Vienna e a Parigi. La Schwebebahn di Wuppertal è una forma alternativa di ferrovia sopraelevata dell'inizio del XX secolo, definita meglio come ferrovia sospesa. La ferrovia sopraelevata di Liverpool al contrario è stata dismessa e smantellata ed è finora l'unico sistema di ferrovia sopraelevata completamente dismessa nel mondo.
Anche le reti di ferrovie suburbane degli anni sessanta e settanta vennero allacciate parzialmente come ferrovie sopraelevate, così ad esempio è stato per Amsterdam e Rotterdam, che a causa del loro alto livello di falde acquifere occupano solo brevi tratti in galleria e vengono condotte altrimenti sotto terra o a livello del terreno. Anche negli USA sono sorte reti di metropolitane come ferrovie sopraelevate, come a Miami.
Nei territori di lingua tedesca sono state costruite negli ultimi trent'anni tratti di sopraelevate per le reti di metropolitana, suburbana o metrotranvia di Amburgo, Colonia, Francoforte, Norimberga e Vienna, nonché anche alcuni tratti di teleferiche.
I people mover sono solitamente ferrovie o monorotaie soprelevate:
a partire dalla fine del XX secolo ne sono stati inaugurati diversi esempi anche in Italia.